# Robert Armstrong

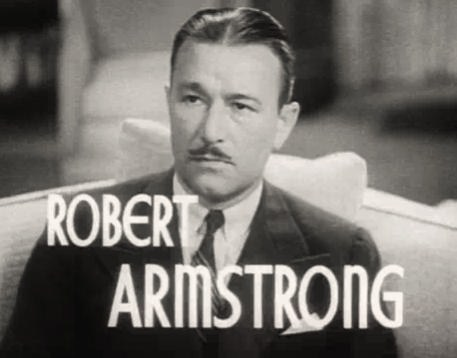
Robert Armstrong.

Robert William Armstrong, född 20 november 1890 i Saginaw, Michigan, död 20 april 1973 i Santa Monica, Kalifornien, var en amerikansk skådespelare. Armstrong medverkade i över 120 filmer och är mest berömd för sin gestaltning av regissören Carl Denham i filmen King Kong 1933.

## Filmografi i urval
- 1928 – En flicka i varje hamn
- 1928 – Med polisen i hälarna
- 1932 – Det gåtfulla mordet
- 1932 – Mänskligt villebråd
- 1933 – King Kong
- 1933 – Kongs son
- 1935 – Den stora razzian
- 1947 – Prärie
- 1948 – Blekansiktet